# Манастир Убожац
Манастир Убожац или Рђавац је некадашњи српски православни манастир, чије се рушевине налазе у близини села Мочаре, недалеко од Косовске Каменице. Време његовог настанка није познато, а у научним круговима се његово подизање смешта или у средину 14. века или у доба отоманске владавине. Ктитор је према предању св. Јелена Дечанска.
Манастирски комплекс је делимично археолошки истражен и конзервиран у периоду од 1963. до 1966. године, а од 1990. године се налази под заштитом Републике Србије, као споменик културе од изузетног значаја.

## Манастирски комплекс
Црква посвећена Ваведењу Пресвете Богородице има основу триконхоса са правилним апсидама, нартексом и куполом, која је некада почивала на слободним носачима. У њеној градњи коришћено је правилно тесано камење, декоративно шарање коришћењем опеке, као и камени преплет од неканелиране траке.
Западно од цркве, налазе се остаци трпезарије која је имала подрум, северно и јужно су смештени остаци конака са тремом, а у склопу комплекса се налазе и две вишеспратне куле.

## Датирање
Одсуство историјских података о манастиру, ствара проблем у његов датирању. Једини чврст помен о њему, потиче из 17. века и везан је за патријарха Пајсија I (1614 — 1647), који је рођен у његовој близини. Он је манастиру наменио, вратио и завештао рукописне књиге. Сама основа цркве, као и њена спољашња обрада указују да је реч о споменику Моравске школе, насталог током последње трећине 14. века, под утицајем цркава из Душанове задужбине Светих Архангела.
Проблем у датирању у средину 14. века, представља чињеница да су цркве овог типа постале уобичајене тек у држави кнеза Лазара и то искључиво у севернијим деловима Србије, око Западне и Велике Мораве. Са друге стране, цркве подизане током отоманске владавине су грађевине једноставног облика, скромних димензија и без купола, насупрот монументалној триконхоналној грађевини у Убошцу.